# Across Five Aprils
Across Five Aprils (oft auch  kurz A5A) ist eine US-amerikanische Metalcore-Band aus Chattanooga, Tennessee, die im Jahr 2001 gründet wurde, sich 2008 trennte und seit 2012 wieder aktiv ist. Die Originalbesetzung ist seit dem Jahr 2010 unter dem Namen A Tragedy in Progress als eigenständige Band bekannt.

## Geschichte
Die Band wurde im September 2001 vom Sänger Steve Taylor, den Gitarristen Zak Towe und Jarrod Smith, dem Bassisten Jason Barry und dem Schlagzeuger Drew Miller gegründet. Die Band bot ihre Lieder anfangs online als Download an und hielt lokale Touren ab, ehe im Mai 2003 das Debütalbum A Tragedy in Progress über Indianola Records veröffentlicht wurde. Auf dem Album war Jason Fields als neuer Sänger zu hören, bevor dieser im Herbst desselben Jahres die Band wieder verließ. Als Ersatz kehrte Taylor zur Band zurück, welcher vorher die Managementposition für die Gruppe übernommen hatte. Es folgten diverse Auftritte an der Ostküste der Vereinigten Staaten, ehe im Herbst 2004 die EP Living in the Moment folgte. Im Frühling 2005 entschloss Taylor sich komplett auf seine Managementfirma zu konzentrieren. sodass Brandon Mullins als neuer Sänger zur Band kam. Im Juli 2006 schloss sich mit Collapse das nächste Album an. Nachdem die Band einen Vertrag bei Victory Records unterzeichnet hatte, begab sich die Band mit dem Produzenten Matt Goldman ins Studio, um das Album Life Underwater aufzunehmen, das im Februar 2008 erschien. Die Band gab noch im selben Jahr ihre Auflösung bekannt. Im Jahr 2010 fand die Originalbesetzung wieder zusammen und ist seitdem unter dem Bandnamen A Tragedy in Progress, benannt nach dem Debütalbum, aktiv. Seit dem Jahr 2012 ist zudem Across Five Aprils auch wieder aktiv.

## Stil
Laut Lauri Wessel von der Ox-Fanzine spielte die Band auf Collapse „eine dunkle Mischung aus Metalcore und emo-orientierten Klängen, die sehr an KILLSWITCH ENGAGE und FROM FIRST TO LAST erinnert“. Die Metalpassagen in den Liedern bestünden aus „frickeligen“ Soli und Doublebass. Zudem gleite die Band auch in melodiöse und emotionale Passagen. Laut Christian Kruse vom Metal Hammer seien die Lieder auf Life Underwater in aggressive Strophen und harmonische Refrains aufgeteilt. Die Screams Mullins’ seien extrem hoch und würden sich zum Teil überschlagen. Die Lieder würden vor allem der Emo-Hörerschicht gefallen.

## Diskografie
- 2002: Twenty-Three Minutes and Thirty-Four Seconds of Scenic City Rock N Roll (EP, Indianola Records)
- 2002: Across Five Aprils (EP, Indianola Records)
- 2003: A Tragedy in Progress (Album, Indianola Records)
- 2004: Living in the Moment (EP, Indianola Records)
- 2006: Collapse (Album, Indianola Records)
- 2008: Life Underwater (Album, Victory Records)